# とりもつラーメン

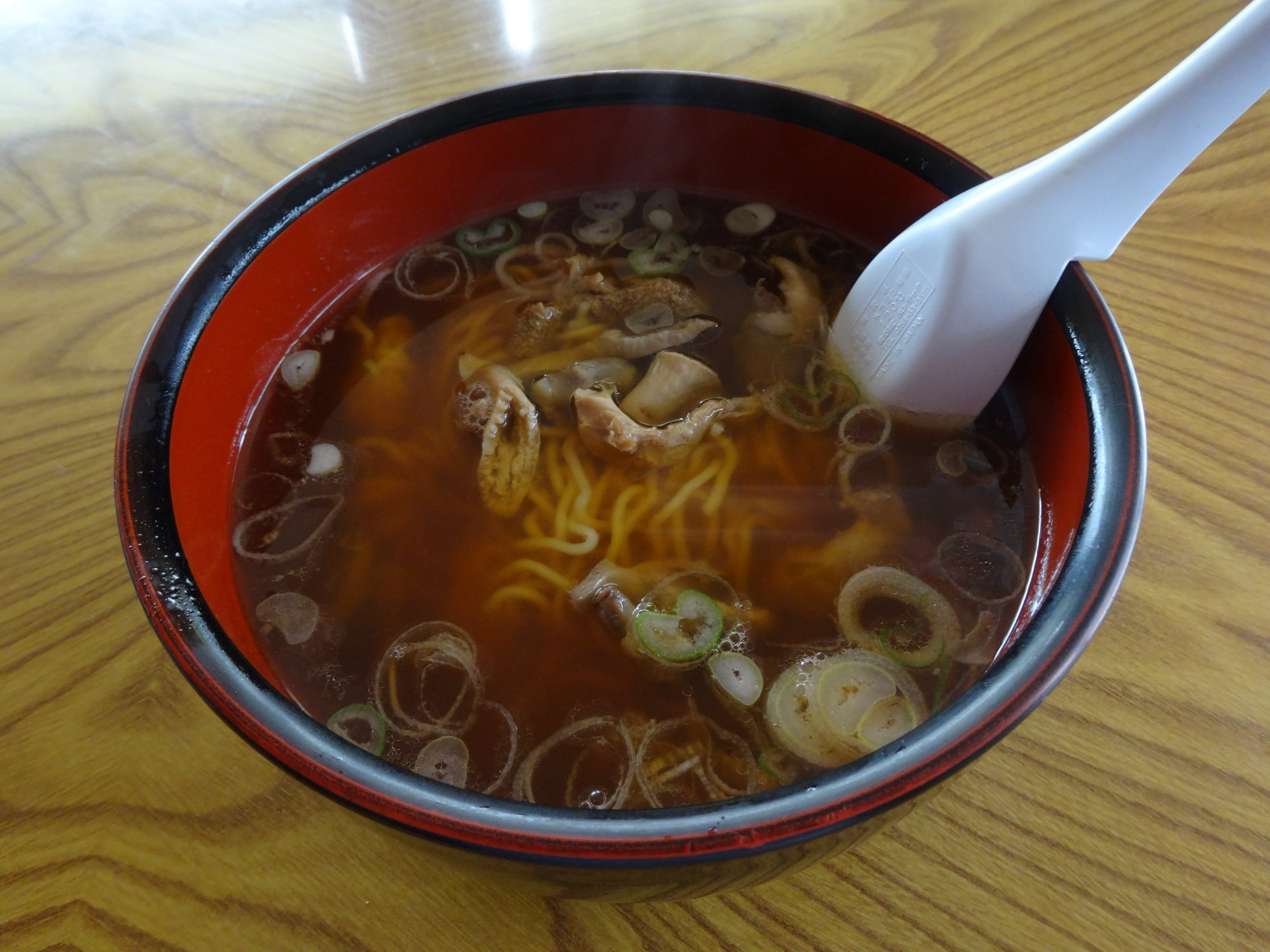
とりもつラーメン

とりもつラーメンは、山形県新庄市で供されるラーメンである。山形新幹線の新庄延伸以降、新庄の特産品として売り出している。

## 歴史
もともとの新庄地区のラーメンは、一茶庵に代表される縮れ麺で具が少なめのあっさりとした鳥ガラのスープを使った「醤油ラーメン」がスタンダードであった（それに加え、かつての馬産地のなごりから、一部の老舗では馬ガッキ〔馬のスジ肉のこと〕を出汁に用いる。かつてはラーメンに乗せるチャーシューも馬肉のものが多かった）。
一茶庵支店のもつラーメンは数十年前から有名であり、末広（名称は「スタミナラーメン」）など同様のラーメンを供する店も何店かあったが、現在「とりもつラーメン」を扱っている店の多くは最近になって提供を始めたものである。原料のもつの産地は明かされていない。
元来、最上地方では鶏を飼う農家が多かったことから、農村部では、祝い事の時に鶏を一羽潰してモツ煮込みにして食べる習慣があった 。ただ、この風習はごく一部の局地的な風習で、一般には浸透していない。新庄市内の居酒屋でもメニューとして鶏のモツ煮込みを出していたところ、いつの頃からか、一部の常連客がラーメンと鶏のモツ煮込みを同時に注文して食べるようになり、その食い合わせの妙に気付く者が現れた。これが、やがて「とりもつラーメン」の誕生へと繋がった。
山形新幹線延伸を契機に、新庄・最上地方を観光地として広く宣伝する運動が始まり、注目されたのがとりもつラーメンである。御当地ラーメンの流行もあり、これを新庄の特産として売りだすこととなった。2002年6月に新庄市や真室川町や最上町や舟形町の飲食店15店による「愛をとりもつラーメンの会」が発足 。市内のラーメン店は合同で「とりもつラーメン」をメニューに取り入れ、各店が味を競いあうようになる。
「愛をとりもつラーメン」というキャッチフレーズを決め、2003年に十勝新津製麺より「新庄・最上名物 愛をとりもつラーメン」というカップラーメンが全国のサンクスで発売された。

## 製法・派生料理等
ラーメンの製法や材料は店によって違い、麺もまっすぐな麺を出す店もあれば縮れ麺を出す店もあり、統一はされていない。
派生料理として、2012年に開発された「とりもつバーガー」が市内2店で販売されている他、鶏モツを使った「かむてんそば」なども存在する。